# Căprioara (okręg Arad)
Căprioara – wieś w Rumunii, w okręgu Arad, w gminie Săvârșin. W 2011 roku liczyła 286 mieszkańców. 